# Бошкович, Аница
Аница Бошкович (хорв. Anica Bošković; 3 декабря 1714, Дубровницкая республика — 13 августа 1804, Дубровник) — хорватская поэтесса и переводчица

.

## Биография
Аница Бошкович была младшим ребёнком в семье дубровницкого торговца Николы Бошковича. После недолгого обучения на дому она поступила на учёбу в монастырь Святой Катарины, где её старшая сестра Мария была игуменьей. Закончив обучение, она увлеклась созданием литературных произведений на хорватском языке. Самой известной работой, вышедшей из под её пера, стала, опубликованная в Венеции в 1758 году книга «Razgovor pastirski varhu porođenja Gospodinova jedne djevojčice Dubrovkinje», пережившая три издания, выполненная в форме октав и ориентированная в первую очередь на юных читательниц. Позднее это произведение стало известно под названием «Ljubica» и было признано единственной напечатанной книгой в истории Дубровницкой республики, единолично написанной женщиной. Книга через некоторое время была переведена на итальянский язык её братом Руджером Иосипом, с которым Аница Бошкович вела активную переписку, ныне хранящуюся в архиве Калифорнийского университета в Беркли, в специальном отделе под названием «Poesie Illyriche di Anna Boscovich». Помимо написания книг, она также занималась переводами религиозных текстов и стихов с итальянского языка.